# Ludmiła Saunina
Ludmiła Fiodorowna Saunina, ros. Людмила Фёдоровна Саунина (ur. 9 lipca 1952 roku) – rosyjska szachistka, arcymistrzyni od 2005 roku.

## Kariera szachowa
W czasie swojej kariery kilka razy uczestniczyła w finałach indywidualnych mistrzostw Związku Radzieckiego, w roku 1976 dzieląc V-VI miejsce. Odniosła również kilka znaczących wyników w turniejach międzynarodowych, m.in. w Woroneżu (1973, II m.), Piotrkowie Trybunalskim (1974, II m. i 1977, I m.), Noworosyjsku (1977, III m.) oraz w Halle (1979, dz. I m. wraz z Brigitte Burchardt. W roku 2002 zajęła III lokatę w turnieju zorganizowanym z okazji jej jubileuszu, natomiast w następnym roku triumfowała (wraz z Jeleną Fatalibekową) w mistrzostwach Rosji seniorek.
Największe sukcesy w karierze osiągnęła w rozgrywkach o tytuł mistrzyni świata seniorek (zawodniczek pow. 50. roku życia), dwukrotnie (2005, 2006) zdobywając złote medale, 2007 - medal srebrny, a w 2011 – brązowy. Była również złotą (Rogaška Slatina 2009), srebrną (Arvier 2004) oraz brązową (Saloniki 2010) medalistką mistrzostw Europy w tej kategorii wiekowej.
Najwyższy ranking w karierze osiągnęła 1 kwietnia 2001 r., z wynikiem 2319 punktów zajmowała wówczas 24. miejsce wśród rosyjskich szachistek.